# Le Poil de la bête (film)
Pour les articles homonymes, voir Le Poil de la bête.
Pour plus de détails, voir Fiche technique et Distribution.
Le Poil de la bête est un film québécois réalisé par Philippe Gagnon sorti le 1er octobre 2010.

## Synopsis
En 1665, en Nouvelle-France, le criminel Joseph Côté s'évade de prison. Il usurpe l'identité d'un jésuite et se réfugie à la Seigneurie de Beaufort. Les censitaires, qui attendent l'arrivée des Filles du Roy, l'accueillent et le nourrissent avec abondance. Joseph se rend compte qu'il a volé l'identité d'un héros, le Père Brind'amour, chasseur de loups-garous. Il découvre que la nuit, des loups-garous ravagent le hameau de Beaufort et qu'il est là pour les contrer.

## Fiche technique
- Titre original : Le Poil de la bête
- Réalisation : Philippe Gagnon
- Scénario : Stéphane J. Bureau et Pierre Daudelin
- Musique : Martin Roy, Alexis Le May
- Direction artistique : David Pelletier
- Costumes : Francesca Chamberland
- Coiffure : André Duval
- Maquillage : Marlène Rouleau
- Photographie : Steve Asselin
- Son : Simon Poudrette, Robert Labrosse
- Montage : Isabelle Malenfant
- Production : Réal Chabot
- Société(s) de production : Films du boulevard
- Société(s) de distribution : Christal Films, Les Films Séville
- Budget : 4 500 000 $ CAD[1]
- Pays d'origine :  Canada ( Québec)
- Langue originale : français
- Format : couleur
- Genre : film d'horreur
- Durée : 100 minutes
- Dates de sortie :
  -  Québec : 28 septembre 2010 (première au cinéma Impérial à Montréal)[2]
  -  Québec : 1er octobre 2010 (sortie en salle)
  -  Québec : 25 janvier 2011  (DVD)

## Distribution
- Guillaume Lemay-Thivierge : Joseph Côté
- Viviane Audet : Marie Labotte
- Gilles Renaud : seigneur de Beaufort
- Patrice Robitaille : Dutrisac
- Antoine Bertrand : Vadeboncoeur
- Marc Beaupré : La Framboise
- Marie-Chantal Perron : Émérentienne
- Sébastien Huberdeau : Jean-Baptiste
- Mirianne Brulé : Sophie Labotte
- Pierre-Luc Lafontaine : Pierre-Armand
- Martin Dubreuil : Légaré
- Marie-Thérèse Fortin : sœur Margot
- Patrick Drolet : Duchesneau
- Benoît McGinnis : La Trémouille
- Michel Barrette : Aurélien
- Isabeau Blanche : mademoiselle de Beaupré
- Étienne Pilon : Auguste

## Autour du film
Le film a été tourné au Québec à :
- Oka
- Abbaye d'Oka
- Musée de Lachine

## Prix et distinctions
Prix Jutra 2011
- une nomination :
  - Meilleure coiffure pour André Duval

Prix Aurore 2011
- Gagnant du prix Aurore de la pire production cinématographique de l'année.